# Tarantella
A tarantella kifejezés Dél-Olaszország jellegzetes táncait, illetve a hozzájuk kapcsolódó zenei stílust jelöli. Tempójuk gyors, ritmusuk jellemzően 6/8, 8/8 vagy 4/4.
A tarantellát a források először a 17. század elején említik. A 19. században a Szicíliai Királyság szimbólumává vált, és a tarantella név ekkor olvasztotta magába Dél-Olaszország számos táncát.
A 18-20. század között sok zeneszerzőt megihlettek a déli dallamok, ennek következtében kialakult egy ún. művészi tarantella. Legismertebb példája Gioachino Rossini zongorakíséretes éneke a Soirées Musicales című sorozatból a La danza.

## Etimológia
Egyes kutatások szerint a tarantella neve a  'taranta' szóból származik, amely a déli dialektusokban a tarantulapókot (lycosa tarentula) jelöli.

## Fajtái

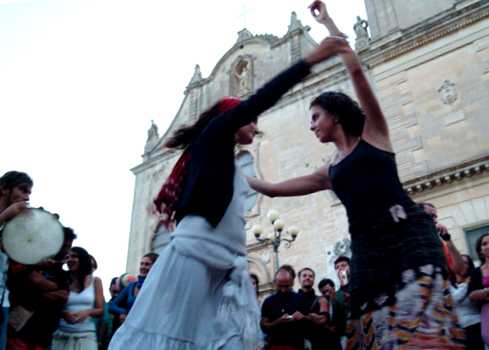
Pizzicát táncoló pár

- Tarantella Sorrentina: 18. századi eredetű
- Tarantella montemaranese: Montemarano községből származik, jellegzetesen farsang idején táncolják
- Tarantella calabrese: Calabriából ered
- Tarantella salentina (Pizzica): otthona a Salentói-félsziget
- Tarantella del Gargano: Foggia környékéről
- Tarantella abruzzese (Saltarello vagy Ballarella): hazája Abruzzo
- Tarantella campana (Tammurriata vagy Ballu 'ncopp): hazája Campania
- Tarantella siciliana (Ballettu): Szicília tarantellája
- Tarantella molisana (Ballarella): Molise tarantellája
- Tarantella lucana: Basilicata tarantellája
- Tarantella cilentana: a Cilentói-félsziget tarantellája